# Dynastie des Chehab
 (juin 2017).
Si vous disposez d'ouvrages ou d'articles de référence ou si vous connaissez des sites web de qualité traitant du thème abordé ici, merci de compléter l'article en donnant les références utiles à sa vérifiabilité et en les liant à la section « Notes et références ».

Drapeau de l'émirat des Chehab

Les Chehab (en arabe : شهاب) sont une famille libanaise noble, une famille princière dont le fief est le Wadi El Taym, leur lignée remonte à la branche des Banû-Makhzum de la tribu de Quraysh de la Mecque. Le titre princier leur a été attribué par le premier calife de l'islam, Abou Bakr As-Siddiq, en 633 et confirmé par le second calife, Omar ibn al-Khattâb.
Connue pour ses guerriers, la famille a participé à l'islamisation de la Grande Syrie à la tête des armées du calife Omar ibn al-Khattâb. Ce dernier leur avait proposé en 635 de gouverner Damas et sa région, mais ils ont préféré s'installer au sud de la Syrie dans la vallée de l'Hauran.
Pendant les croisades, les Chehab avec leur armée forte de 20000 guerriers volent au secours des armées arabes, remportent des batailles décisives en 1170 et conquièrent la région allant de la vallée de la Bekaa jusqu'à Safed, région qui leur sera ordonnée en 1172 par le roi Nur ad-din Zengi, ce sera désormais le fief de la famille.
Le 10 avril 1179, ils dirigent l'armée dans la Bataille de Marj Ayoun assurant la victoire sur le roi Baudouin IV et le comte Onfroy II de Toron.
En 1281, le sultan mamelouk Qalawun fait appel aux Chehab pour défendre le royaume contre les invasions mongoles, ils répondent à l'appel en envoyant une armée de 9000 soldats qui participent à la défaite de l'armée mongole d'Abaqa lors de la deuxième bataille de Homs.
Ils ont été appelés à gouverner le Liban en 1697 en succédant à la dynastie des Maan. Les Chehab sont de confession musulmane sunnite.
Les Druzes du Mont-Liban leur reprochaient leur soutien donné aux chrétiens et à l'installation des Chrétiens maronites dans le Mont-Liban. Quelques-uns des membres de la famille Chehab se sont même convertis au christianisme maronite vers la fin du XVIIIe siècle.
Les Chehab ont aussi méthodiquement contribué au rapprochement du Liban avec les puissances européennes de l'époque et renforcé le rôle économique du Liban. Des liens culturels ont été établis avec l’Italie, le Royaume-Uni et l'Autriche, et la culture française était particulièrement répandue.

## Histoire

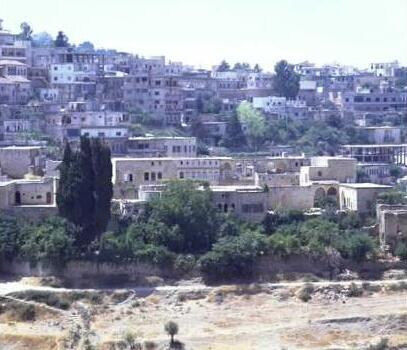
Citadelle Chehab à Hasbaya

Les Chehab ont succédé en 1697 à la dynastie des Maan (en), leurs parents par alliance. Leur lieu d'établissement initial était le Hauran et le sud-est de la Syrie, d’où ils ont migré pour s’installer au Liban-Sud.
Le prince Chehab le plus connu dans l'histoire était Bachir Chehab II qui a renforcé l'État du Liban, à l'image de Fakhr-al-Din II au début du XVIIe siècle. Ses qualités de régent ont été remarquées en 1799, quand Napoléon Bonaparte a établi le siège de Saint-Jean-d'Acre, une ville côtière bien fortifiée en Palestine, quarante kilomètres au sud de Tyr. Napoléon et Jazzar Pacha, gouverneur de cette ville, ont alors chacun demandé le soutien des émirs Chehab. Bachir a cependant gardé la neutralité, en refusant l'appel des belligérants. Incapable de conquérir la ville, Napoléon s’est alors retiré en Égypte. La mort d'Al Jazzar en 1804 a alors fait disparaître le principal concurrent de l’émir Bachir II dans toute cette région.
Lorsque Bachir Chehab II décide de rompre avec l’Empire ottoman, il s'allie à Méhémet Ali Pacha, fondateur de l'Égypte moderne, et apporte son soutien au fils de ce dernier, Ibrahim Pacha, dans le nouveau siège de Saint-Jean-d'Acre. Ce siège dure sept mois et la ville tombe le 27 mai 1832. L'armée égyptienne, assistée des troupes de Bachir Chehab II, entreprend alors l'attaque et la conquête de Damas le 14 juin 1832.
Dans ces conditions de guerre Ibrahim Pacha et son armée établissent un règne dur, imposent la conscription obligatoire et des impôts élevés. Ces pratiques conduisent à plusieurs révoltes et affaiblissent le soutien de la population au pouvoir. En mai 1840, et malgré les efforts du prince Bachir Chehab II, les Maronites et les Druzes soutenus par les Ottomans s'allient contre le pouvoir égyptien. De surcroît, et sous l'inspiration de l’Angleterre, une véritable coalition se forme : la Quadruple-Alliance, entre les alliés de 1814, contre la France et son protégé, Méhémet Ali Pacha. (Grande-Bretagne, Autriche, Prusse et Russie) sont opposées à la politique pro-française des Égyptiens et signent le Traité de Londres (1840) avec la Sublime Porte (l'Empire ottoman) le 15 juillet 1840.
Selon ce traité, l est demandé à Méhémet Ali Pacha de quitter la Syrie, mais face au refus de celui-ci, les armées ottomane, autrichienne et britannique débarquent sur la côte libanaise le 10 septembre 1840 et bombardent Beyrouth et Saïda. Face à cette alliance, Méhémet Ali est obligé de retirer ses armées, Bachir Chehab II capitule face aux Britanniques le 14 octobre 1840 et se rend en exil.
Les émirs Chehab sont la dernière dynastie ayant gouverné au Liban.

## De nos jours

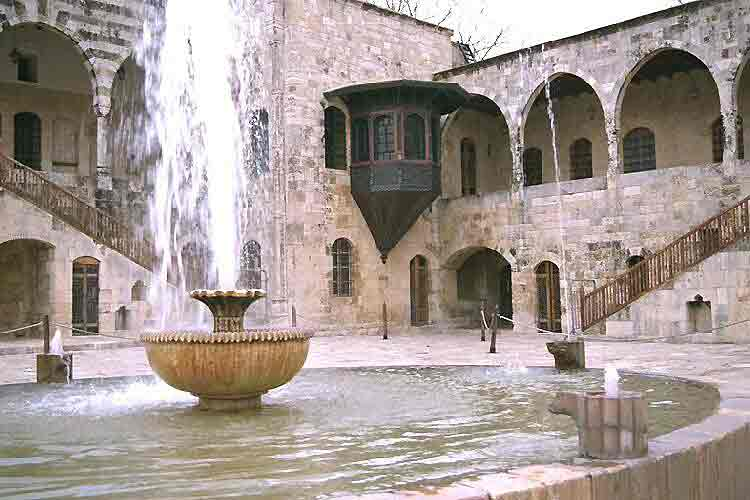
Palais de Beiteddine

Les Chehab sont toujours une famille prestigieuse au Liban, et à travers tout le monde arabe, et le troisième président de la République libanaise indépendante, le prince Fouad Chehab, était un membre de la famille, tout comme le président du Conseil, le prince Khaled Chehab, un musulman sunnite.
Il existe au Liban un courant politique et de pensée appelé le Chéhabisme, en référence au président Fouad Chehab. Les points essentiels de ce courant sont la souveraineté, la modernisation et le renforcement des institutions de l'État, la protection de l'Indépendance et de la stabilité du pays, la liberté de culte, ainsi que l'ouverture et le développement de relations amicales en tout respect avec les pays environnants et avec le Monde.
Les Chehab portent toujours le titre de prince. Ils sont en partie musulmans sunnites ou chrétiens maronites avec des racines familiales communes. La citadelle du XIe siècle portant leur nom se trouve à Hasbaya au Liban-sud et demeure actuellement leur propriété privée, habitée par plusieurs membres de la famille Chehab. Plusieurs autres palais Chehab existent toujours au Liban, le plus connu étant le somptueux palais Chehab de Beiteddine, construit par l'émir Bachir II, actuellement transformé en musée, il sert de résidence d'été du président de la République et abrite le festival annuel de Beiteddine.

## Liste des émirs Chehab et durée de règne
| - Bachir Ier 1697-1707 - Haydar, fils de Musa Chebab 1707-1732 - Melhem, son fils 1729-1753 († 1760) - Ahmed (II), son frère 1753-1763 - Mansour, son frère 1753-1763 († 1774) - Youssef fils de Melhem 1763-1788 - Cid Ahmed son frère, 1778-1780 - Fandi son frère 1778-1780 - Haydar II son frère, 1790-1793 - Kaadan, fils de Mohammed fils de Melhem 1790-1793 - Bachir II arrière petit-fils de Haydar 1788-1840 - Hussein fils de Youssef 1793 - Salim son frère 1795 - Saaded Din son frère 1799 - Salman fils de Sid Ahmed 1801 et 1821 - Abbas, arrière petit-fils de Haydar 1801 et 1822 - Bachir III, fils de Qasim fils de Umar 1840-1842 |